# Switylnia
Switylnia (ukr. Світильня) – wieś na Ukrainie, w obwodzie kijowskim, w rejonie browarskim, w hromadzie Wełyka Dymerka. W 2001 liczyła 1284 mieszkańców, spośród których 1248 wskazało jako ojczysty język ukraiński, 31 rosyjski, 1 białoruski, 3 ormiański, a 1 inny.